# Spoorlijn 74
Spoorlijn 74 was een Belgische spoorlijn die Kaaskerke (bij Diksmuide) met Nieuwpoort-Bad verbond. De lijn was 15,8 km lang. Deze spoorlijn wordt in de streek ook de "Frontzate" genoemd, omwille van het belang van de spoorbedding in de Eerste Wereldoorlog.

## Geschiedenis
Op 10 februari 1868 werd de spoorlijn geopend door de Belgische Staatsspoorwegen. In de Slag om de IJzer diende de spoorwegberm als buffer voor het water uit de IJzer toen de hele vlakte tussen de IJzer en de spoorwegberm onder water werd gezet. Na de Eerste Wereldoorlog waren het station en emplacement van Nieuwpoort dusdanig beschadigd dat er in 1929 een nieuw station westelijk van de Oude Veurnevaart werd gebouwd.
Het reizigersverkeer werd opgeheven op 18 mei 1952. Goederenvervoer bleef nog mogelijk tussen Nieuwpoort-Stad en Diksmuide tot 1974. In 1977 werden de sporen opgebroken. De spoorlijn was enkelsporig uitgevoerd en werd nooit geëlektrificeerd.
Rond 1980 waren er plannen om op deze bedding een toeristische tramlijn aan te leggen, maar men is niet verder gekomen dan twee stootblokken en enkele korte stukken meterspoor op de goederenkoer van het station Ramskapelle. Nadien werd op de spoorwegbedding een fiets- en wandelpad aangelegd. De Frontzate wordt nu als groene as beheerd door de provincie West-Vlaanderen.
Langs de spoorlijn zijn nog vele bunkers, observatieposten en geschutsstellingen te zien uit de Eerste Wereldoorlog.

## Aansluitingen
In de volgende plaats was er een aansluiting op de volgende spoorlijn:
Kaaskerke
Spoorlijn 73 tussen Deinze en De Panne

## Galerij

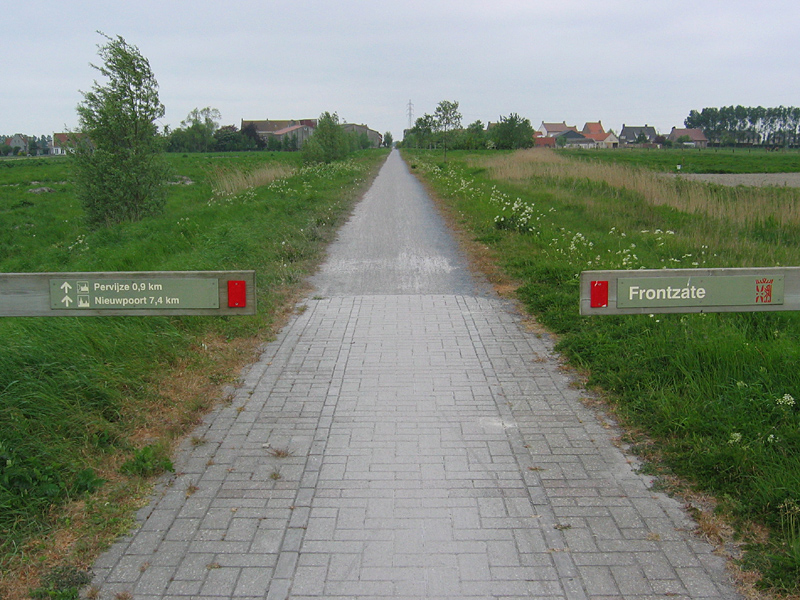
Fietspad op de Frontzate nabij Pervijze
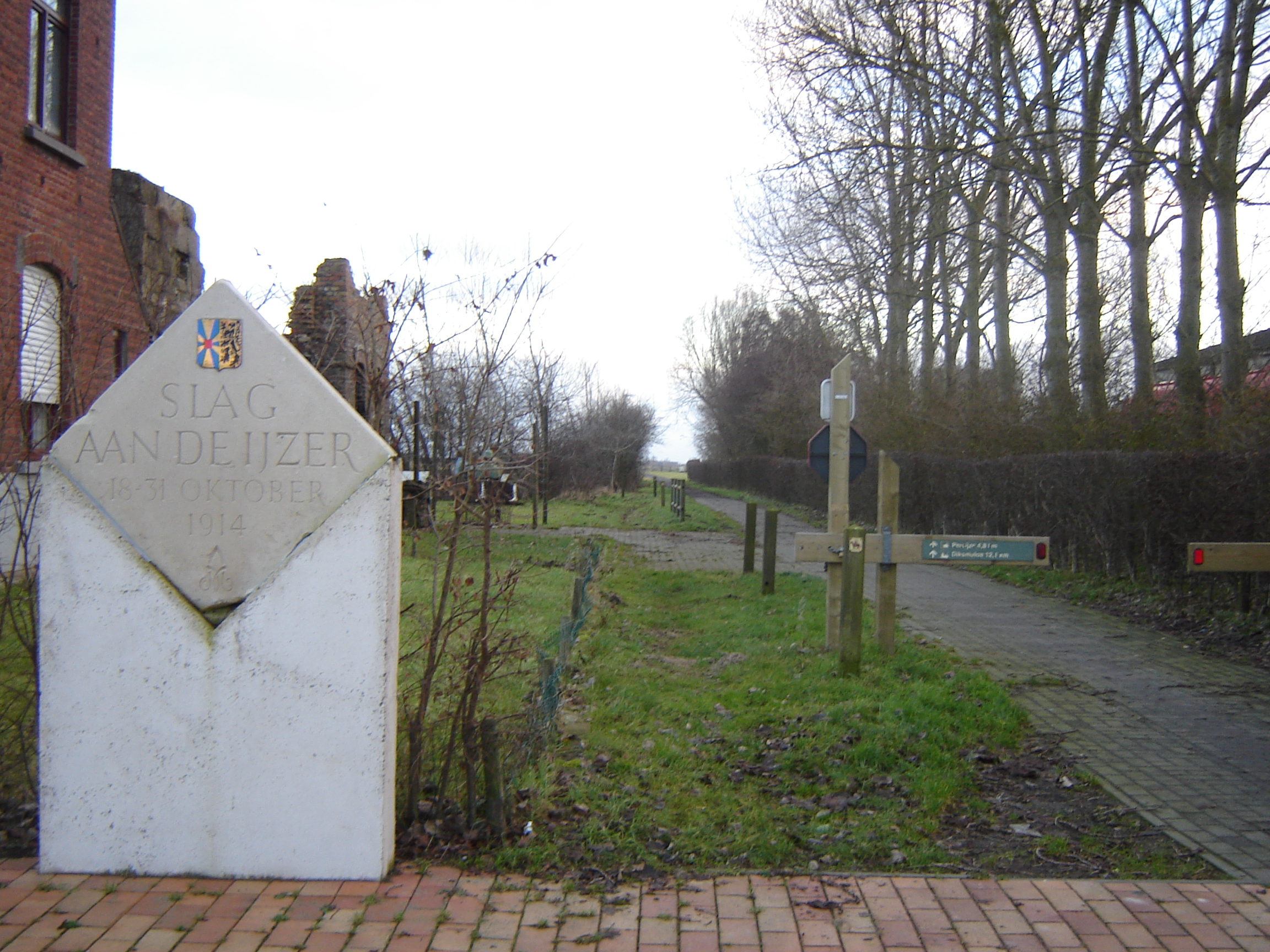
De Frontzate aan het station Ramskapelle